# Derby de demolição

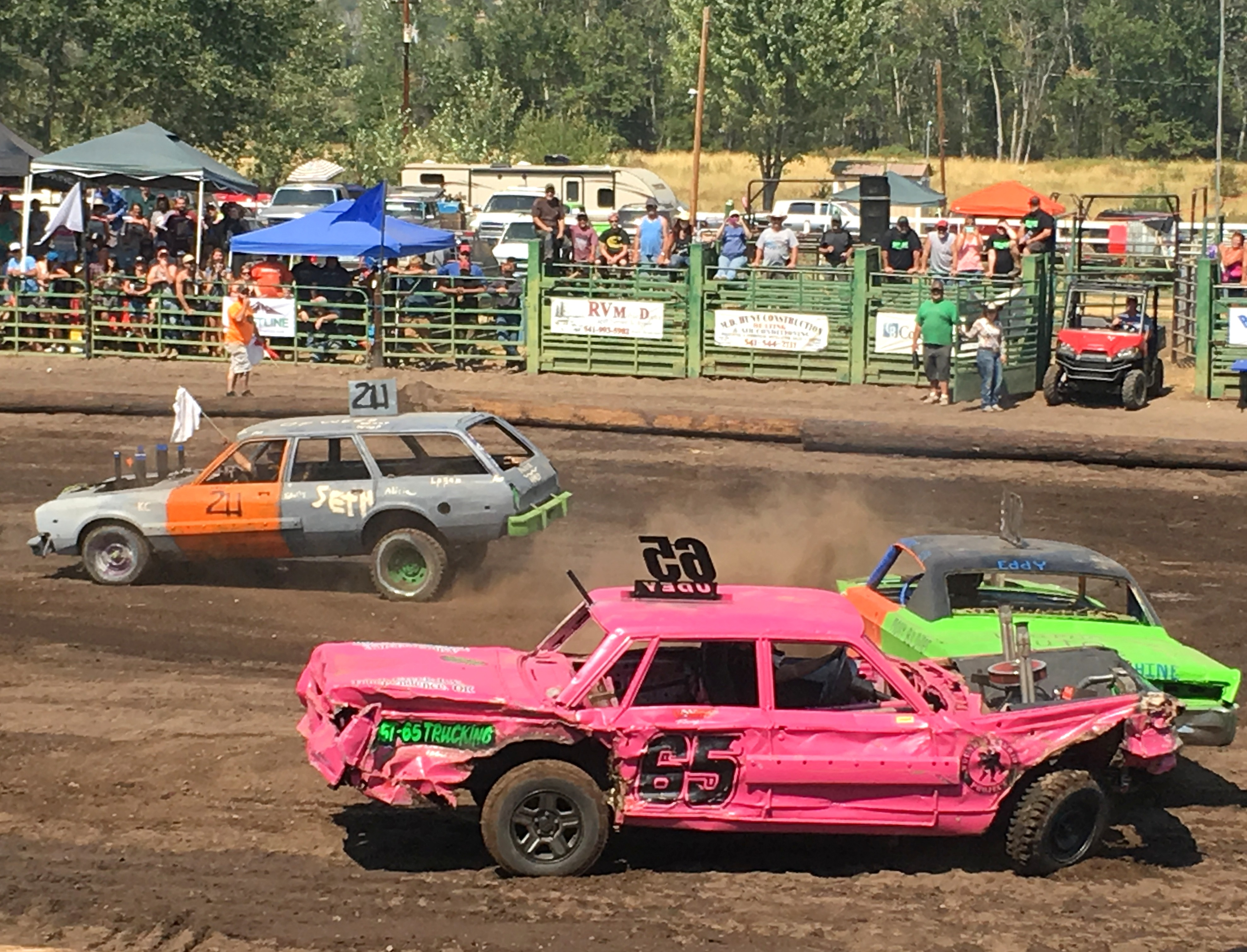
Um derby de demolição.

Derby de demolição (ou no original em inglês: Demolition derby) é um evento esportivo normalmente apresentado nos festivais do Condado de Fair, nos Estados Unidos. As regras variam de evento para evento, e o objetivo típico de demolição derby é composto por cinco ou mais pilotos concorrentes deliberadamente chocando-se com seus veículos uns contra os outros até que reste apenas um. O último piloto cujo veículo ainda estiver funcionando é premiado com a vitória.
Esse esporte teve sua origem no Estados Unidos e rapidamente se espalhou para outras nações ocidentais. Na Europa, este tipo de evento é conhecido como banger racing, embora em um evento derby os corredores não corram uns contra os outros e sim se degladiam em uma arena.
Corridas de demolição podem ser muito perigosas e, embora as lesões graves sejam raras, elas podem acontecer. Os participantes normalmente são obrigados a assinar um documento legal que isenta o promotor do evento de quaisquer responsabilidade com a segurança dos participantes. Para tornar o evento mais seguro, todos os vidros do veículo são removidos, e é estritamente proibido atingir a área da porta do lado do motorista. A porta do motorista é muitas vezes pintada de branco ou laranja com números pretos, ou com cores contrastantes, para a visibilidade, e indicando que a área está proibida como alvo de choques. As corridas desse tipo de evento normalmente são mais realizadas em pistas de terra, ou em campos abertos, que geralmente são embebidos com água. Isso faz com que a área de competição fique enlameada, o que por sua vez, ajuda a desacelerar ainda mais os veículos evitando assim impactos mais graves. Alguns motoristas usam tanto a parte da frente quanto a traseira do veículo para as confrontos os com os outros concorrentes. Outros tendem a usar apenas a extremidade traseira do veículo, para ajudar a proteger o compartimento do motor de danos.